# Bucliona dubia
Espèce
Synonymes
- Clubiona dubia O. Pickard-Cambridge, 1870

Statut de conservation UICN

 LC  : Préoccupation mineure
Bucliona dubia est une espèce d'araignées aranéomorphes de la famille des Clubionidae.

## Distribution
Cette espèce est endémique de l'île de Sainte-Hélène.

## Description
Les mâles mesurent de 5,25 à 7,75 mm et les femelles de 6,50 à 9,50 mm.

## Systématique et taxinomie
Cette espèce a été décrite sous le protonyme Clubiona dubia par O. Pickard-Cambridge en 1870. Elle est placée dans le genre Bucliona par Benoit en 1977, elle est replacée dans le genre Clubiona par Mikhailov en 1997 puis dans le genre Bucliona par Zhang, Marusik, Oketch, Kioko, Yu et Li en 2021.

## Publication originale
- O. Pickard-Cambridge, 1870 : « Notes on some spiders and scorpions from St Helena, with descriptions of new species. » Proceedings of the Zoological Society of London, vol. 1869, p. 531-544 (texte intégral).